# San Bernardo (San Justo)
San Bernardo é uma comuna da província de Santa Fé, na Argentina. San Bernardo pertence a dois departamentos simultâneamente, o departamento San Justo e o departamento Nueve de Julio.